# Stanley Fischer
Stanley Fischer (Mazabuka, 15 de outubro de 1943 – 31 de maio de 2025) foi um economista, banqueiro e professor universitário. Entre 2005 e 2013 foi Presidente do Banco Central de Israel.

## Biografia
Stanley (Shlomo) Fischer nasceu numa família judaica em 1943 na cidade de Mazabuka, Rodésia do Norte, no hoje território da Zâmbia. Graduou-se em economia e fez o mestrado na London School of Economics de 1962-1966. Obteve o seu Ph.D. no MIT em 1969. Foi professor no MIT de 1977 a 1988, onde foi o autor de dois livros populares de Economia: Macroeconomics (com Rudiger Dornbusch e Richard Startz) e Lectures no Macroeconomics (com Olivier Blanchard). Foi orientador de PhD de Ben Bernanke, Mario Draghi e Gregory Mankiw.
De janeiro 1988 a agosto 1990 foi o economista-chefe no Banco Mundial. Transformou-se em vice-diretor-presidente do FMI (Fundo Monetário Internacional) de setembro 1994 até o fim de agosto 2001. Após ter deixado o FMI, serviu como o vice-presidente de Citigroup, presidente de Citigroup internacional, e cabeça do grupo do cliente do setor público. O Sr. Fischer trabalhou em Citigroup de fevereiro de 2002 a abril de 2005.

### Banco de Israel
Transformou-se regulador do banco de Israel em 1 de maio de 2005. Em 9 janeiro 2005, anunciou-se que o Sr. Fischer tinha concordado em assumir o cargo de Presidente do Banco de Israel, o Banco Central israelense, após ser nomeado pelo ministro principal Ariel Sharon e pelo ministro de finanças Benjamin Netanyahu.
O Sr. Fischer tinha, de acordo com a imprensa israelense, o conhecimento básico de Hebreu e fortes laços com Israel. Suas relações com Israel não se resumem aos anos no Banco Central de Israel tendo como servido como conselheiro americano do governo ao programa da estabilização econômica de Israel em 1985.

### Federal Reserve
O presidente americano Barack Obama nomeou Fischer para o cargo de vice-presidente do Federal Reserve, o banco central dos Estados Unidos, em janeiro de 2014. Ao nomear Fischer para o cargo, Obama afirmou que trouxe "décadas de liderança e experiência de várias funções, incluindo servindo no Fundo Monetário Internacional e no Banco de Israel."
Em 21 de maio de 2014, o Senado confirmou a nomeação de Fischer para o  Conselho de Governadores do Federal Reserve. Em votação separada em 12 de junho, ele foi confirmado como vice-presidente. Fischer sucedeu Janet Yellen como vice-presidente; Yellen tornou-se presidente da Reserva Federal no início de 2014. Fischer renunciou por motivos pessoais em meados de outubro de 2017, 8 meses antes do termo, em junho de 2018, do seu mandato como vice-presidente.

### Morte
Fischer morre em sua residência, nos Estados Unidos, na madrugada do dia 31 de maio de 2025, aos 81 anos, após "uma longa batalha contra uma grave doença".